# Alosa aestivalis
Cá trích lưng xanh (Danh pháp khoa học: Alosa aestivalis), còn được biết với tên gọi tiếng Anh: Blueback là một loài cá trích mình dày trong họ Clupeidae thuộc bộ cá trích Clupeiformes phân bố từ bờ biển phía đông của Bắc Mỹ với phạm vi từ Nova Scotia đến Florida. Dãy tự nhiên của loài cá này được tìm thấy dọc theo bờ biển Đại Tây Dương từ Cape Breton, Nova Scotia đến sông St Johns, Florida. 

## Đặc điểm
Những con cá này có màu bạc, và được đặc trưng bởi lưng có màu xanh xanh. Chúng có kích thước tối đa khoảng 40 cm (16 inch) và được cho là sống được đến 8 năm. Đặc điểm phân biệt nhất của loài này là màu đen đến màu tối của màng bụng (lớp lót của khoang bụng). Cá này là loài cá tạp, chúng là một loài cỏ ăn cỏ. Trong mùa sinh sản, chúng di cư vào các con sông ven biển. Loài cá này trước đây đã từng được sử dụng làm cá mồi (baitfish) cho ngành đánh bắt tôm hùm. Nó được đánh bắt (trong quá trình di cư lên dòng suối). 

## Du nhập
Blueback được thu thập lần đầu tiên ở Hồ Ontario vào năm 1995 và đã được thu thập từ sông Tennessee ở Georgia và Tennessee; Hồ Oneida, sông Oswego và Hồ Champlain ở New York. Ở Bắc Carolina nó được đưa vào lưu vực sông Savannah, Broad, và Yadkin River và vào các khu vực không thuộc nguồn gốc của lưu vực sông Cape Fear và Roanoke. Nó được thiết lập quần thể như là một loài ở Texas, New York, North Carolina, Vermont, và Virginia.
Nó đã được du nhập đến một vị trí không xác định trong lưu vực vịnh Chesapeake ở Pennsylvania và đã được thu thập tại Hồ Jocassee, Hồ Keowee, Sông Picalet, Sông Broad và Hồ Murray ở Nam Carolina, nhiều mẫu thu được từ sông Cooper River, Nam Carolina. Bluebacks cũng đã được thu thập từ hồ Champlain, Vermont và đã được thả ở một số hồ chứa nội địa ở Virginia, bao gồm Hồ Smith Mountain, Hồ chứa Occoquan, Hồ chứa Kerr, và Lakes Anna, Brittle và Chesdin. 